# Task Force Lebensmittelsicherheit Hessen
Die Task-Force Lebensmittelsicherheit (TF-LMS) ist eine vom damaligen Hessischen Ministerium für Umwelt, Klimaschutz, Landwirtschaft und Verbraucherschutz im Jahr 2006 im Zuge des sogenannten Gammelfleischskandals eingerichtete Sondereinheit. Sie ist beim Regierungspräsidium Darmstadt angesiedelt, seit 2012 mit Außenstellen an den Regierungspräsidien Gießen und Kassel.

## Aufbau
Die Einheit ist in Hessen landesweit tätig. Sie besteht aus einem interdisziplinären Team aus mehreren Amtstierärzt*innen, einer Lebensmittelchemikerin, zwei technischen Sachverständigen, einer Ökotrophologin, einem Juristen, zwei Verwaltungsbeamt*innen und einem IT-Fachmann. (Stand: Februar 2025)

## Aufgaben
Die Aufgaben der TF-LMS sind vielfältig. Insbesondere soll sie lokale Behörden in Krisenzeiten und bei aktuellen Problemen im Bereich der Lebensmittelsicherheit auf Anforderung oder Weisung durch das zuständige Ministerium (heute: Hessisches Ministerium für Landwirtschaft und Umwelt, Weinbau, Forsten, Jagd und Heimat) personell und fachlich unterstützen.
- Im Falle von Krankheitsausbrüchen, die durch Lebensmittel verursacht sind, unterstützt die TF-LMS die zuständigen Behörden bei der Aufklärung der Ursachen. Im Falle von großen und kreisübergreifenden Infektionsgeschehen, wie beispielsweise dem EHEC-Ausbruch im Mai und Juni 2011 oder dem Norovirus-Ausbruch im September/Oktober 2012, koordiniert sie im Auftrag des HMLU die Tätigkeiten der beteiligten Behörden, führt die Ermittlungsergebnisse zusammen und wertet diese aus.

- Die TF-LMS trägt durch Kontrollprogramme, deren Schwerpunkt jährlich wechselt, zu einer Stärkung des Verbraucherschutzes in Hessen bei. So wurden beispielsweise im Zuge des sogenannten Gammelfleischskandals die hessischen Tiefkühlhäuser unter die Lupe genommen. 2009 und 2010 wurden landesweit Lebensmitteltransportfahrzeuge auf Autobahnrastplätzen, entlang von Bundes- und Landesstraßen oder in der Umgebung von Großmärkten und Gewerbegebieten kontrolliert.

- Sie unterstützt die hessischen Lebensmittelüberwachungsbehörden der Landkreise und Städte bei Betriebskontrollen, etwa wenn es sich um besonders große oder komplexe Unternehmen handelt oder auch im Rahmen von strafrechtlichen Ermittlungsverfahren, und leistet rechtliche Beratung.

- Sie fungiert als Verbindungsstelle zwischen den verschiedenen mit der Lebensmittelsicherheit betrauten Behörden. Mit dem Ziel, entsprechende Gesetzesverstöße wirksamer zu verhindern und zu bestrafen, organisiert sie Fortbildungsveranstaltungen und Arbeitstreffen zwischen Vertretern der Staatsanwaltschaften, der Polizei und den Mitarbeitern aus der Lebensmittelüberwachung.

- Sie erarbeitet Konzepte, welche die Lebensmittelsicherheit in Hessen erhöhen und dadurch Qualität und Wirksamkeit der amtlichen Lebensmittelüberwachung und den Verbraucherschutz stärken sollen.

- Sie arbeitet eng mit der hessischen Landeskontaktstelle im europäischen Schnellwarnsystem für Lebensmittel und Futtermittel beim RP Darmstadt zusammen. Durch den Datenaustausch informieren sich die EU-Mitgliedstaaten im Schnellwarnsystem gegenseitig über Feststellungen bei Lebensmitteln und Bedarfsgegenständen, wenn von diesen ein Risiko für die menschliche Gesundheit ausgeht und sie sich in mehreren EU-Mitgliedsstaaten im Verkehr befinden.

- Bei entsprechenden Beanstandungen aus Bundesländern und EU-Mitgliedsstaaten oder Bundesländern wird ermittelt, ob Hessen betroffen ist, und gegebenenfalls erforderliche Maßnahmen eingeleitet. Bei Beanstandungen aus Hessen selbst sammelt die TF-LMS alle relevanten Informationen und unterrichtet über die Bundes- und EU-Kontaktstelle die anderen EU-Mitgliedsstaaten.

## Belege
1. ↑  Regierungspräsidium Darmstadt: Task-Force Lebensmittelsicherheit. (Memento vom 1. Dezember 2020 im Internet Archive)
2. ↑  Hessisches Ministerium für Umwelt, Klimaschutz, Landwirtschaft und Verbraucherschutz: Task Force Lebensmittelsicherheit. (Memento vom 1. Dezember 2020 im Internet Archive)